# Grand Prix automobile de La Baule

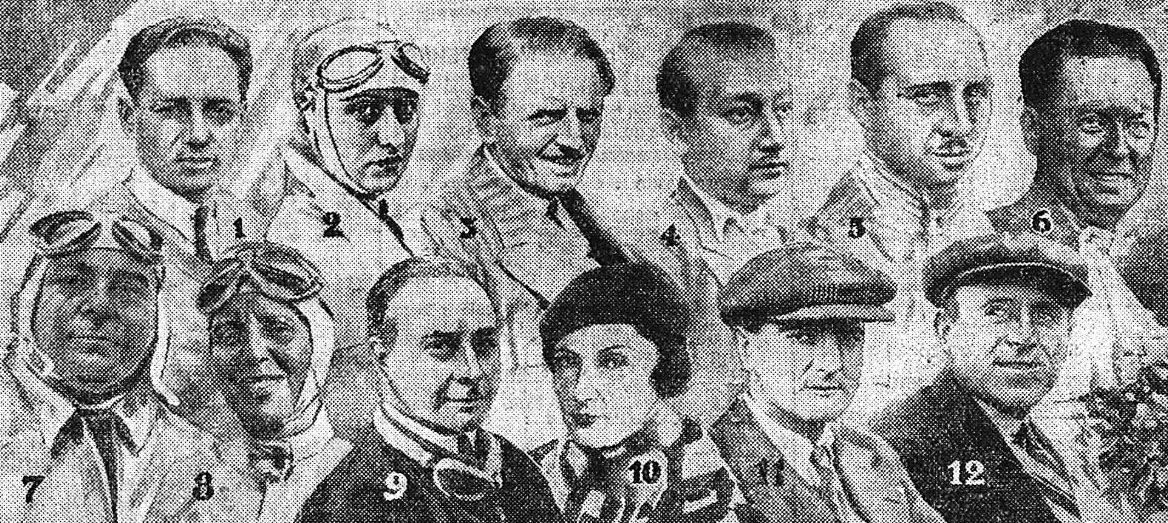
Les partants du GP automobile de La Baule en 1931.

Le Grand Prix automobile de La Baule est un Grand Prix organisé à dix reprises près de l'actuelle La Baule-Escoublac, de 1924 à 1952 — dont neuf avant-guerre —, en été, entre la fin du mois de juillet et la mi-septembre.

## Histoire

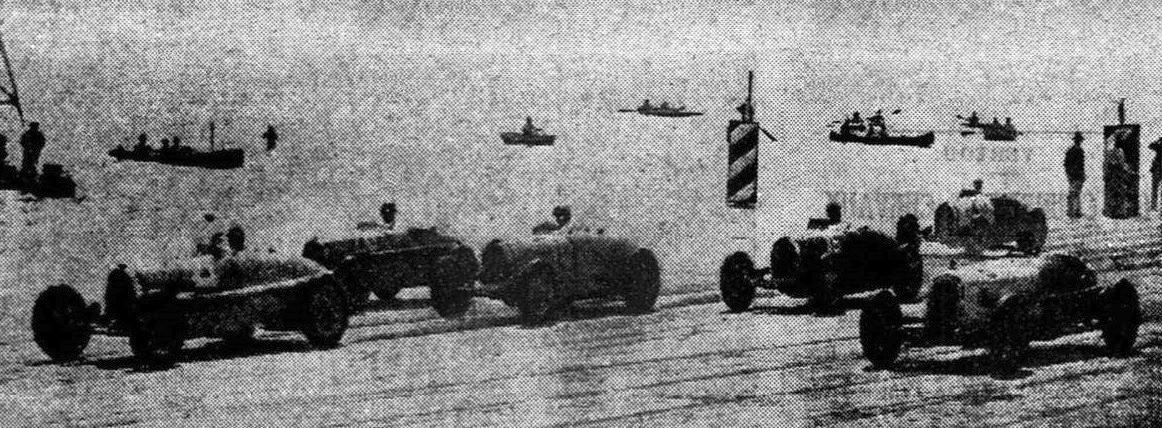
Départ du Grand Prix en 1933.

Le Grand Prix automobile de La Baule est créé en 1924 pour constituer une épreuve de la Semaine Automobile des Plages de La Baule (ou Semaine Automobile de La Baule). Organisé par l’Automobile Club de l’Ouest (A.C.O.), le Grand Prix devient immédiatement l’épreuve phare de la Semaine Automobile.
Ce sont les Américains qui ont initié cette tradition : en 1917, près de 200 000 soldats américains débarquent à Saint-Nazaire et y restent jusqu’en 1919. Beaucoup fréquentent aussi La Baule, notamment les officiers. Du 30 mai au 1er juin 1919, pour le Mémorial day, en hommage aux morts des forces armées, alors que le traité de Versailles n’est pas encore signé, une grande fête est organisée sur la plage de La Baule. Pour ça, on va dynamiter les rochers de Mazy et raser l’estacade en bois, deux obstacles contraignants ! Pendant trois jours, 20 000 soldats et 40 000 spectateurs sont présents. Des courses, des exhibitions, un défi entre une Cadillac et un avion Nieuport, un match de polo en auto… C’est l’événement initiateur de toutes les courses qui se dérouleront ensuite.
À partir de 1921, l’Automobile Club de l’Ouest renouvelle l’événement et organise des meetings automobiles de plusieurs jours, avec des rallyes, des gymkhanas, des courses de vitesse. En 1924, est créée la Semaine Automobile, et le premier Grand Prix est remporté par Maurice Benoist (EHP-RUBY) en 1 h 1 min 8 s 2/5. La première édition consiste en une course de 100 kilomètres, grâce aux 10 tours à accomplir sur un circuit d'une longueur de 10 kilomètres très exactement entre l'Hôtel Hermitage et l'avenue Lajarrige. Le départ sur la plage est face au Casino.
Les années 1924 et 1925 sont exclusivement consacrées aux cyclecars. Les Formula Libre apparaissent en 1926, et les cyclecars disparaissent en 1928 (des voiturettes sont admises en 1933).
Entre 1926 et 1929, la distance est toujours de 100 kilomètres, mais sur un circuit désormais raccourci de moitié, soit 20 tours à accomplir. En 1931, ce dernier passe à 6 kilomètres, à faire 25 fois pour un total de 150 kilomètres. En 1933, il est raccourci à 3 kilomètres (68 tours désormais, pour un total de 204 kilomètres). En 1938, 40 tours d'une boucle de 4,281 kilomètres doivent être accomplis, soit 171,24 kilomètres en tout.
En 1939, Jean Bugatti décède dans un tragique accident, alors qu’il règle, en vue du Grand Prix de La Baule, la voiture victorieuse aux 24 heures du Mans deux mois plus tôt.

## Palmarès

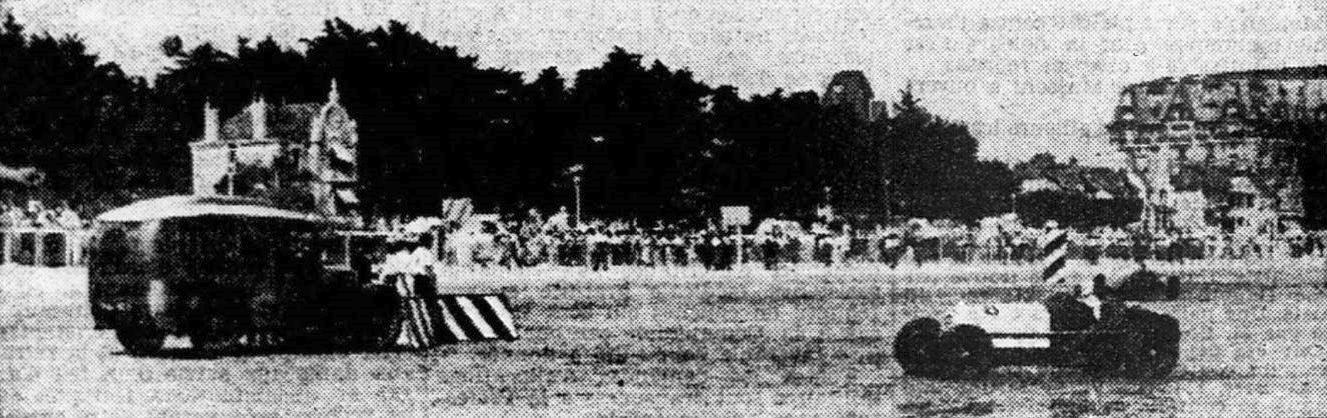
Grand Prix de La Baule 1933, le baron Horst von Waldthausen dans le virage du Pouliguen (quatrième, sur Alfa Romeo Monza 2.3 S-8).

| Année     | Vainqueur               | Voiture          |
| --------- | ----------------------- | ---------------- |
| 1924      | Maurice Benoist         | E.H.P.-Ruby      |
| 1925      | ?                       | ?                |
| 1926      | Louis Wagner            | Delage 2LCV      |
| 1927      | George Eyston           | Bugatti Type 35B |
| 1928      | Pierre Blaque Belair    | Bugatti Type 35C |
| 1929      | Philippe Étancelin      | Bugatti Type 35C |
| 1930      | Annulé                  | Annulé           |
| 1931      | William Grover-Williams | Bugatti Type 51  |
| 1932      | William Grover-Williams | Bugatti Type 51  |
| 1933      | William Grover-Williams | Bugatti Type 54  |
| 1934-1937 | Non disputé             | Non disputé      |
| 1938      | Armand F. Hugg          | Maserati 4CM     |
| 1939-1951 | Non disputé             | Non disputé      |
| 1952      | Alberto Ascari          | Ferrari 500      |

## Remarque
En 1926, deux semaines après l'épreuve citée supra, le Moto Club de Marseille organise son propre Grand Prix en nom propre sur place, en Formule libre: le pilote « Foc » est alors vainqueur, sur Bugatti Type 37A.